# Бой с тенью (фильм, 1972)
«Бой с тенью» — советский драматический фильм 1972 года, снятый Валентином Поповым на киностудии «Мосфильм». Экранизация повести Михаила Александрова «Кожаные перчатки».

## Сюжет
Сергей Мельников вместо института поступает в секцию бокса. На это его толкает чувство самолюбия, возникшее после ссоры с одноклассницей Наташей. Он хочет снова завоевать её уважение и симпатию. Спортивный успех кружит Сергею голову, после чего он покидает тренера Логинова. Мельников побеждает на первенстве профсоюзов, но это не приносит ему ни уважения товарищей, ни симпатии Наташи. Лариса и её приятели рады принять молодого боксёра в свою компанию, но вскоре он порывает с этой компанией. Сергей собирался покончить и со спортом, но чувство долга не позволило ему оставить команду накануне международного турнира. Мельников едет на эти соревнования совсем другим человеком и верит, что теперь добьётся и победы, и любви Наташи.

## Роли исполняют

### В фильме снимались
- Наталья Беспалова — Наташа
- Павел Сергеичев — Сергей Мельников
- Густав Кирштейн — Фёдор Иванович Логинов, тренер
- Юрий Назаров — Виктор Петрович Семёнов, тренер
- Людмила Шагалова — Мария Дмитриевна, мать Сергея
- Валентина Николаенко — Лариса
- Игорь Косухин — Игорь, боксёр «Файтер»

### В эпизодах
- Алексей Алексеев
- Виталий Беляков — судья
- Владимир Ботвинник
- Игорь Вознесенский
- В. Власенко
- Владимир Дадаев — тренер-секундант
- Юрий Дудко
- Алексей Задачин — знакомый Ларисы
- Анатолий Камнев — боксёр
- Валентин Кулик — знакомый Ларисы
- Владимир Кравченко
- И. Кулагин
- Владимир Коньков — судья на ринге
- И. Куприянова
- Д. Левитин
- Нина Маслова — знакомая Ларисы
- В. Прокопович
- Александр Мельников
- Алла Мещерякова — Алла Дмитриевна
- Сергей Митин
- Владимир Плотников
- Валерий Почетухин — боксёр
- Анатолий Ромашин — Тарасов, актёр, ухажёр Ларисы
- Юрий Романов
- Владимир Ухин — корреспондент
- Лев Фричинский
- Александр Фёдоров — музыкант «Поющих гитар»
- Евгений Броневицкий — музыкант «Поющих гитар»
- Валерий Ступаченко — музыкант «Поющих гитар»
- Юрий Соколов — музыкант «Поющих гитар»
- Владимир Калинин — музыкант «Поющих гитар»
- Юрий Иваненко — музыкант «Поющих гитар»
- Эдгар Бернштейн — музыкант «Поющих гитар»
- Иван Турченков — любитель птичьего пения
- Виктор Уральский — любитель птичьего пения
- Вячеслав Гостинский — гость Тарасова
- Владимир Мышкин — любитель птичьего пения
- Сергей Кононыхин
- Александр Кузнецов — тренер
- Всеволод Тягушев

## Съёмочная группа
- Автор сценария: Олег Осетинский
- Режиссёр-постановщик: Валентин Попов
- Главный оператор: Александр Дубинский
- Главный художник: Георгий Колганов
- Композитор: Александр Колкер
- Автор текста песни: Ким Рыжов
- Звукооператор: Рэм Собинов
- Режиссёр: А. Кузнецов
- Оператор: Александр Виханский
- Художник по костюмам: З. Дударова
- Художник-гримёр: Тамара Пантелеева
- Монтаж: Татьяна Егорычева
- Ассистенты режиссёра: А. Анискин, Вясеслав Берёзко, Л. Смехнова
- Ассистент оператора: В. Бобров
- Оператор комбинированных съёмок: Григорий Зайцев
- Консультанты: Константин Градополов, А. Капусткин, Густав Кирштейн
- Редактор: О. Звонарева
- Директор картины: Л. Коновалов

## Премьера
Премьера фильма состоялась 19 марта 1973 года. За первый год кинопроката картину посмотрели 8,9 млн зрителей.

## Критика
Судя по некоторым деталям, режиссёр Валентин Попов тяготеет к съёмкам скрытой камерой, цитатам из документальных лент. Думается, на этом-то пути наблюдения над жизнью и подстерегла его удачна встреча с Кирштейном. Не повод ли это ещё раз задуматься о месте непрофессионального актёра в кино или по крайней мере о необходимости почаще в той или иной форме обращаться к тем, о ком снимаются фильмы, к их жизненному опыту, биографиям?
— Яков Чумок, «Советский экран» (1973, №5)

## Награды
- IV Всесоюзный кинофестиваль спортивных фильмов в Одессе (1972) — специальный приз жюри за лучшее исполнение мужской роли Густаву Кирштейну.